# فورت شریدان، ایلینوی
فورت شریدان (به انگلیسی: Fort Sheridan) یک محله در ایالات متحده آمریکا است که در ایلینوی واقع شده‌است.